# Dysmerus basalis
Dysmerus basalis är en skalbaggsart som beskrevs av Thomas Casey 1884. Dysmerus basalis ingår i släktet Dysmerus och familjen ritsplattbaggar. Inga underarter finns listade i Catalogue of Life.